# Montzéville (rivière)
Pour les articles homonymes, voir Montzéville (homonymie).
Le Montzéville est une petite rivière française qui coule dans le département de la Meuse. C'est un affluent des Forges en rive droite, donc un sous-affluent de la Meuse.

## Géographie
Le Montzéville est une rivière de l'Argonne. Il naît dans l'ouest du département de la Meuse, au sud de la forêt domaniale du Mort-Homme, sur le territoire de la commune de Montzéville. Son orientation générale va du sud vers le nord. Il traverse ainsi la forêt du Mort-Homme, avant de confluer avec la rivière des Forges, sur le territoire de Béthincourt, à une qinzaine de kilomètres à l'ouest-nord-ouest de la ville de Verdun.

## Communes traversées
Le Montzéville traverse ou longe, d'amont en aval, les communes de Montzéville, Chattancourt, Esnes-en-Argonne et Béthincourt, toutes situées dans le département de la Meuse.

## Hydrologie
Le bassin du Montzéville est entièrement situé en Argonne, dans une zone boisée à forte pluviosité. Le module de la rivière au confluent avec la rivière des Forges vaut 0,355 m3/s, pour un bassin versant de seulement 27,5 km2. La lame d'eau écoulée dans ce bassin est de 407 millimètres, ce qui est assez élevé, supérieur à celle de la moyenne de la France, tous bassins confondus, mais inférieur cependant à la moyenne du bassin français de la Meuse (450 millimètres à Chooz, près de sa sortie du territoire français). Le débit spécifique ou Qsp du Montzéville se monte dès lors à 12,9 litres par seconde et par kilomètre carré de bassin versant.

## Curiosités - Tourisme
Les quatre localités du bassin du Montzéville furent totalement détruites durant la Première Guerre mondiale, et reconstruites dans les années qui suivirent. Églises anciennes et châteaux furent anéantis.
À Esnes-en-Argonne, une stèle de 15 mètres a été érigée à la mémoire des 10 000 soldats morts durant la bataille de Verdun, sur la cote sans nom, appelée "Cote 304".